# Lista över svenska motortorpedbåtar

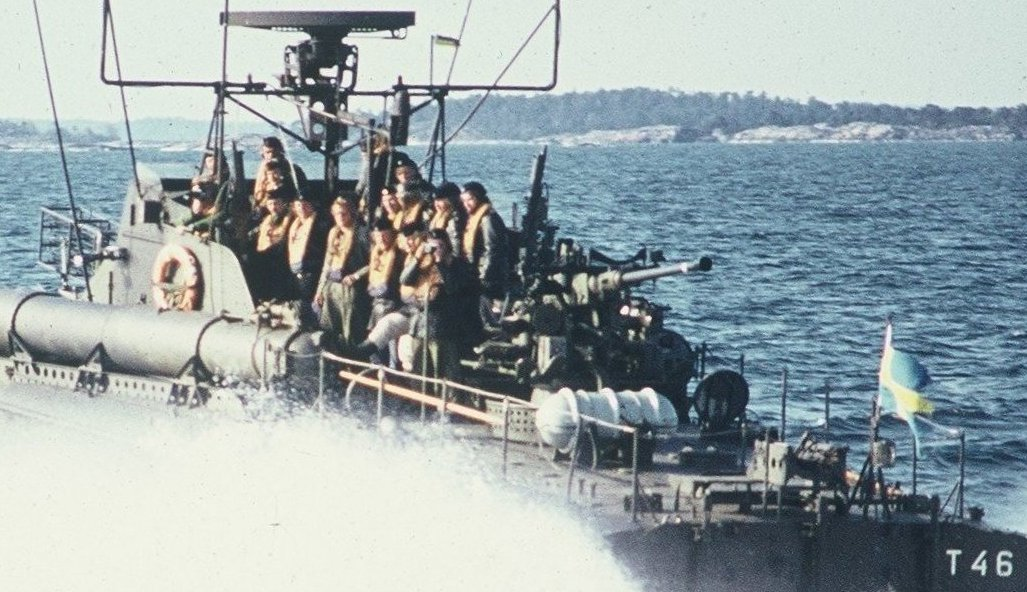
Den svenska torpedbåten T46.

Detta är en lista över svenska motortorpedbåtar.
- T1 Motortorpedbåt (1940)
- T1 (2) Motortorpedbåt (1952)
- T2 Motortorpedbåt (1940)
- T3 Motortorpedbåt (1940)
- T4 Motortorpedbåt (1940)
- T11 Motortorpedbåt (1940)
- T12 Motortorpedbåt (1940)
- T13 Motortorpedbåt (1940)
- T14 Motortorpedbåt (1940)
- T15 Motortorpedbåt (1941)
- T16 Motortorpedbåt (1941)
- T17 Motortorpedbåt (1941)
- T18 Motortorpedbåt (1941)
- T19 Motortorpedbåt -
- T20 Motortorpedbåt -
- T21 Motortorpedbåt (1942)
- T22 Motortorpedbåt (1942)
- T23 Motortorpedbåt (1942)
- T24 Motortorpedbåt (1942)
- T25 Motortorpedbåt (1942)
- T26 Motortorpedbåt (1942)
- T27 Motortorpedbåt (1943)
- T28 Motortorpedbåt (1943)
- T29 Motortorpedbåt (1943)
- T30 Motortorpedbåt (1943)
- T31 Motortorpedbåt (1943)
- T32 Motortorpedbåt (1951)
- T33 Motortorpedbåt (1951)
- T34 Motortorpedbåt (1951)
- T35 Motortorpedbåt (1952)
- T36 Motortorpedbåt (1952)
- T37 Motortorpedbåt (1952)
- T38 Motortorpedbåt (1951)
- T39 Motortorpedbåt (1952)
- T40 Motortorpedbåt (1952)
- T41 Motortorpedbåt (1952) - ombyggd till vedettbåten HMS Viken (V04)
- T42 Motortorpedbåt (1956) - ombyggd till vedettbåten HMS Skanör (V01)
- T43 Motortorpedbåt (1956) - ombyggd till vedettbåten HMS Smyge (V02)
- T44 Motortorpedbåt (1956) - ombyggd till vedettbåten HMS Arild (V03)
- T45 Motortorpedbåt (1957)
- T46 Motortorpedbåt (1957)
- T47 Motortorpedbåt (1958) - ombyggd till vedettbåten HMS Öregrund (V05)
- T48 Motortorpedbåt (1958) - ombyggd till vedettbåten HMS Slite (V06)
- T49 Motortorpedbåt (1958)
- T50 Motortorpedbåt (1959) - ombyggd till vedettbåten HMS Marstrand (V07)
- T51 Motortorpedbåt (1959) - ombyggd till vedettbåten HMS Lysekil (V08)
- T52 Motortorpedbåt (1959)
- T53 Motortorpedbåt (1956)
- T54 Motortorpedbåt (1957)
- T55 Motortorpedbåt (1957)
- T56 Motortorpedbåt (1957)
- T201 Motortorpedbåt (1953)